# Стојан Церовић (новинар)
Стојан К. Церовић (Титоград, 9. јул 1949 — Париз, 21. март 2005) био је новинар.

## Биографија
Његов отац Комнен, био је учесник Народноослободилачког рата и проглашен је за народног хероја.
Дипломирао је на групи за психологију Филозофског факултета у Београду 1973. године. Магистрирао је Клиничку психологију 1981. године на Универзитету у Београду. Радио је као асистент на нишком Филозофском факултету у периоду од 1974. до 1986. године. Од 1986. радио је као дописник Радио Франс Интернасионал из Београда.
Један је од оснивача недељника Време 1990. године. Био је колумниста и председник Управног одбора недељника Време.
Књига изабраних текстова Стојана Церовића под насловом Баханалије објављена је 1993 у Београду. Превод на шведски појавио се 1994. године. Друга књига Стојанових текстова, Излазак из историје 1999-2004. објављена је 2004. године.
Стојан Церовић добио је новинарску стипендију Неиман фондације на универзитету Харвард, где је провео академску годину 1993/94.
Објављивао је текстове у многим европским листовима и часописима. Предавао је на Централноевропском универзитету у Будимпешти, током јесени 1999. Током 2000. био је Сениор Fellow на Америчком институту за мир (УСИП) у Вашингтону.
Добитник је домаћих новинарских награда Душан Богавац 1991. и Југ Гризељ 1996. Стојан Церовић био је један од оснивача и први председник Центра за антиратну акцију (1991 — 1993).
Стојан Церовић преминуо је 21. марта 2005. у Паризу после тешке болести. 